# Matteo Nodari
Matteo Nodari (Lugano, 23 novembre 1987) è un hockeista su ghiaccio svizzero, di ruolo difensore.

## Statistiche
Statistiche aggiornate a settembre 2011.

### Club
| Stagione  | Squadra      | Stagione regolare | Stagione regolare | Stagione regolare | Stagione regolare | Stagione regolare | Stagione regolare | Playoff | Playoff | Playoff | Playoff | Playoff |
| Stagione  | Squadra      | Lega              | P                 | G                 | A                 | Pt                | PIM               | P       | G       | A       | Pt      | PIM     |
| --------- | ------------ | ----------------- | ----------------- | ----------------- | ----------------- | ----------------- | ----------------- | ------- | ------- | ------- | ------- | ------- |
| 2003-2004 | Lugano U20   | Elite Jr. A       | 32                | 3                 | 5                 | 8                 | 43                |         |         |         |         |         |
| 2004-2005 | Lugano U20   | Elite Jr. A       |                   |                   |                   |                   |                   |         |         |         |         |         |
| 2005-2006 | Lugano U20   | Elite Jr. A       |                   |                   |                   |                   |                   |         |         |         |         |         |
| 2006-2007 | Lugano       | NLA               | 21                | 0                 | 0                 | 0                 | 6                 | 1       | 0       | 0       | 0       | 0       |
|           | Lugano U20   | Elite Jr. A       | 8                 | 3                 | 2                 | 5                 | 32                |         |         |         |         |         |
|           | Chur         | NLB               | 28                | 3                 | 4                 | 7                 | 54                |         |         |         |         |         |
|           | Schweiz U-20 | NLB               | 3                 | 0                 | 0                 | 0                 | 8                 |         |         |         |         |         |
| 2007-2008 | Lugano       | NLA               | 35                | 0                 | 1                 | 1                 | 16                | -       | -       | -       | -       | -       |
|           |              | Playout           | 5                 | 0                 | 0                 | 0                 | 6                 | -       | -       | -       | -       | -       |
|           | Chur         | NLB               | 15                | 3                 | 5                 | 8                 | 40                |         |         |         |         |         |
| 2008-2009 | Lugano       | NLA               | 49                | 5                 | 4                 | 9                 | 63                | 7       | 0       | 0       | 0       | 0       |
| 2009-2010 | Lugano       | NLA               | 48                | 3                 | 3                 | 6                 | 24                | 4       | 0       | 0       | 0       | 2       |
| 2010-2011 | Lugano       | NLA               | 46                | 1                 | 0                 | 1                 | 38                | -       | -       | -       | -       | -       |
|           |              | Playout           | 4                 | 0                 | 1                 | 1                 | 4                 | -       | -       | -       | -       | -       |
| 2011-2012 | Lugano       | NLA               | 0                 | 0                 | 0                 | 0                 | 0                 |         |         |         |         |         |

### Nazionale
| Stagione  | Livello               | Risultati        | Risultati | Risultati | Risultati | Risultati | Risultati |
| Stagione  | Livello               | Competizione     | P         | G         | A         | Pt        | PIM       |
| --------- | --------------------- | ---------------- | --------- | --------- | --------- | --------- | --------- |
| 2006-2007 | Schweiz U-20          | NLB              | 3         | 0         | 0         | 0         | 8         |
|           | Switzerland U20 (all) | International-Jr | 3         | 0         | 0         | 0         | 0         |

## Palmarès
- Swiss League: 1

Kloten: 2021-2022